# Filónoe (hija de Tindáreo)
En la mitología griega, Filónoe (en griego, Φιλονόη, Philonóe) fue una princesa espartana hija del rey Tindáreo y de Leda, que a su vez era hija del rey Testio de Pleurón (Etolia). En el Catálogo de mujeres se nos dice que «Leda de bucles hermosos semejante a los resplandores de la luna, subió al fecundo lecho de Tindáreo y alumbró a Timandra, a Clitemnestra de ojos de vaca y a Filónoe, que competía en figura con las inmortales. A ésta (Artemisa), la que con los dardos goza, la hizo inmortal y libre de vejez por todos sus días». La Biblioteca mitológica también está de acuerdo y ubica el contexto dentro de la genealogía lacedemonia, pues Leda descendía del héroe epónimo Lacedemón.  Otros hermanos (o hermanastros) de Filónoe, citados en contextos no genealógicos, fueron Helena y los dos Dioscuros, hijos de Zeus y Leda en muchas fuentes. Esquilo la refiere con el nombre de Febe: «tuvo la Testíade Leda tres hijas, Febe, Clitemnestra y Helena». Parece que la suerte de Filónoe fue similar a la su sobrina Ifigenia, hija de Clitemnestra, a quien Artemisa también inmortalizó. Aunque fue un personaje menor en la mitología griega, se la puede ver representada como parte de las hijas de Leda en diferentes vasos áticos griegos.